# Psectrosciara oregonensis
Psectrosciara oregonensis är en tvåvingeart som beskrevs av Cook 1958. Psectrosciara oregonensis ingår i släktet Psectrosciara och familjen dyngmyggor.
Artens utbredningsområde är Oregon. Inga underarter finns listade i Catalogue of Life.